# Compsaditha seychellensis
Compsaditha seychellensis es una especie de arácnido del orden Pseudoscorpionida de la familia Tridenchthoniidae.

## Distribución geográfica
Se encuentra en las islas Seychelles.